# Лейк (округ, Мічиган)
Шаблон:StateAbbr_ 43°59′ пн. ш. 85°49′ зх. д. / 43.99° пн. ш. 85.81° зх. д.
Округ Лейк (англ. Lake County) — округ (графство) у штаті Мічиган, США. Ідентифікатор округу 26085.

## Історія
Округ утворений 1840 року.

## Демографія
За даними перепису
2000 року
загальне населення округу становило 11333 осіб, усе сільське.
Серед мешканців округу чоловіків було 5914, а жінок — 5419. В окрузі було 4704 домогосподарства, 3055 родин, які мешкали в 13498 будинках.
Середній розмір родини становив 2,79.
Віковий розподіл населення поданий у таблиці:
| Стать    | До 15 років | 15-21 | 22-29 | 30-39 | 40-49 | 50-65 | 65-85 | Понад 85 |
| -------- | ----------- | ----- | ----- | ----- | ----- | ----- | ----- | -------- |
| Чоловіки | 994         | 764   | 375   | 655   | 798   | 1229  | 1017  | 82       |
| Жінки    | 937         | 430   | 369   | 603   | 787   | 1158  | 1022  | 113      |

## Суміжні округи
- Вексфорд — північний схід
- Осеола — схід
- Невейго — південь
- Мейсон — захід
- Меністі — північний захід

## Виноски
1. ↑  U.S. Decennial Census. United States Census Bureau. Архів оригіналу за 19 липня 2018. Процитовано 26 вересня 2014.
2. ↑  Historical Census Browser. University of Virginia Library. Архів оригіналу за 11 серпня 2012. Процитовано 26 вересня 2014.
3. ↑  Population of Counties by Decennial Census: 1900 to 1990. United States Census Bureau. Архів оригіналу за 15 лютого 2015. Процитовано 26 вересня 2014.
4. ↑  Census 2000 PHC-T-4. Ranking Tables for Counties: 1990 and 2000 (PDF). United States Census Bureau. Архів оригіналу (PDF) за 18 грудня 2014. Процитовано 26 вересня 2014.
5. ↑  State & County QuickFacts. United States Census Bureau. Архів оригіналу за 17 липня 2011. Процитовано 28 серпня 2013.(англ.) Наведено за англійською вікіпедією.
6. ↑  American FactFinder. Бюро перепису населення США. Архів оригіналу за 26 лютого 2012. Процитовано 31 січня 2008.

| США | Це незавершена стаття з географії США. Ви можете допомогти проєкту, виправивши або дописавши її. |